# 애덤 부시

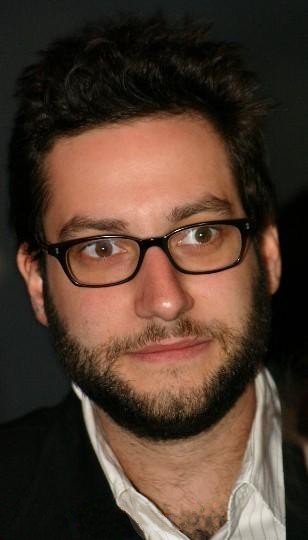

애덤 부시(Adam Busch, 1978년 7월 6일 ~ )는 미국의 배우, 텔레비전 배우, 영화배우, 가수이다.
이스트메도에서 태어났다.

## 방송
- 맨 앳 워크 시즌2
- 맨 앳 워크 시즌1

## 영화
- 호밀밭의 반항아 (2017년) - 나이젤 벤치 역
- 데이브 미로 만들다: 판타스틱 미로 대탈출 (2017년) - 고르동 역
- 맨 앳 워크 시즌2 (2013년)
- 맨 앳 워크 시즌1 (2012년)
- 더 던전 마스터 (2011년)
- 드론(영어판) (2010년)
- 그레이 아나토미 시즌7 (2010년) - 프레드 윌슨 역
- 파이널 쏘우 2 (2009년)
- 아메리칸 드림즈 (2006년)
- 포인트 플레전트 (2005년)
- 슈가 앤 스파이스 (2001년) - 기키 가이 역
- 뱀파이어 해결사 (1997년)
- 레옹 (1994년)